# عملگر رابطه‌ای
در علوم رایانه، یک عملگر رابطه‌ای است.
ساختار زبان برنامه‌نویسی یا اپراتور که آزمون یا نوعی از رابطه را بین دو نهاد تعریف می‌کند.
این خدمات عبارتند از برابری عددی (به عنوان مثال: ۵=۵) و نابرابری (به عنوان مثال: ۴≥۳).
در زبان‌های برنامه‌نویسی که شامل یک نوع داده بولی متمایز در سیستم نوع آنهاست، مانند پاسکال، آدا، یا جاوا، این اپراتورها معمولاً به درست یا غلط ارزیابی می‌گردند، بسته به این که رابطه بین دو شرطی عملوند را نگه می‌دارد یا نه.
در زبان‌هایی نظیر C، عملگرهای رابطه‌ای بازگشت به اعداد صحیح ۰ یا ۱، که در آن ۰ مخفف نادرست و هر غیر صفر مخفف درست است.
یک عبارت با استفاده از یک عملگر رابطه به بیان رابطه یا یک وضعیت ایجاد می‌شود.
عملگرهای رابطه‌ای می‌تواند به عنوان موارد خاص از گزاره‌های منطقی دیده شود.